# Kigali
Kigali – stolica i największe miasto Rwandy. Położone jest w centrum państwa. Od uzyskania niepodległości przez kraj w 1962 stanowi jego największy ośrodek ekonomiczny, kulturalny i transportowy. Znajduje się tu dom i biura prezydenta Rwandy oraz biura ministerstw rządu.
Miasto zostało założone w 1907 roku w czasach kolonii niemieckiej. W 1962 roku stało się stolicą niepodległej Rwandy. 
7 kwietnia 1994 w mieście rozpoczęły się masowe mordy ludności z plemienia Tutsi, których dokonywały uzbrojone bandy z plemienia Hutu oraz wojska rządowe (w stolicy kręcono oparte na faktach filmy: Hotel Ruanda – 2004 i Strzelając do psów – 2005).
W okolicy Kigali znajdują się kopalnie rudy cyny i zakłady jej przetwórstwa, oraz port lotniczy Kigali.
Kigali jest także ośrodkiem administracyjnym prowincji Kigali oraz dystryktu Kigali.

## Geografia
Kigali znajduje się w środkowej Rwandzie. Kigali znajduje się w regionie o tej samej nazwie, natomiast sąsiaduje z Prowincjami: Północną, Wschodnią oraz Południową.

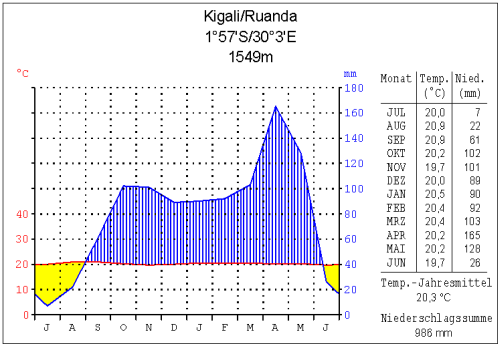
Temperatura i ilość opadów w Kigali
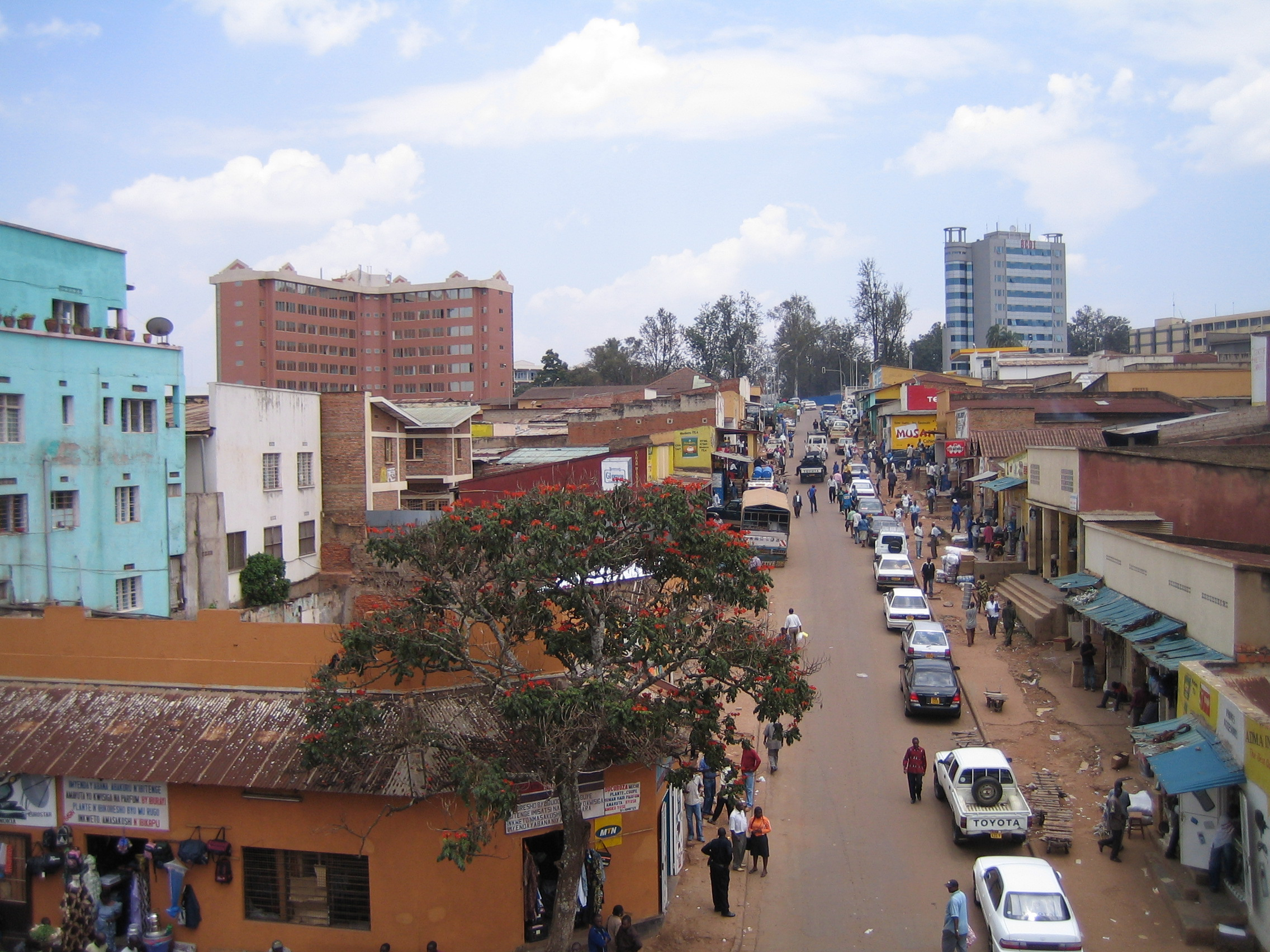
Centrum Kigali
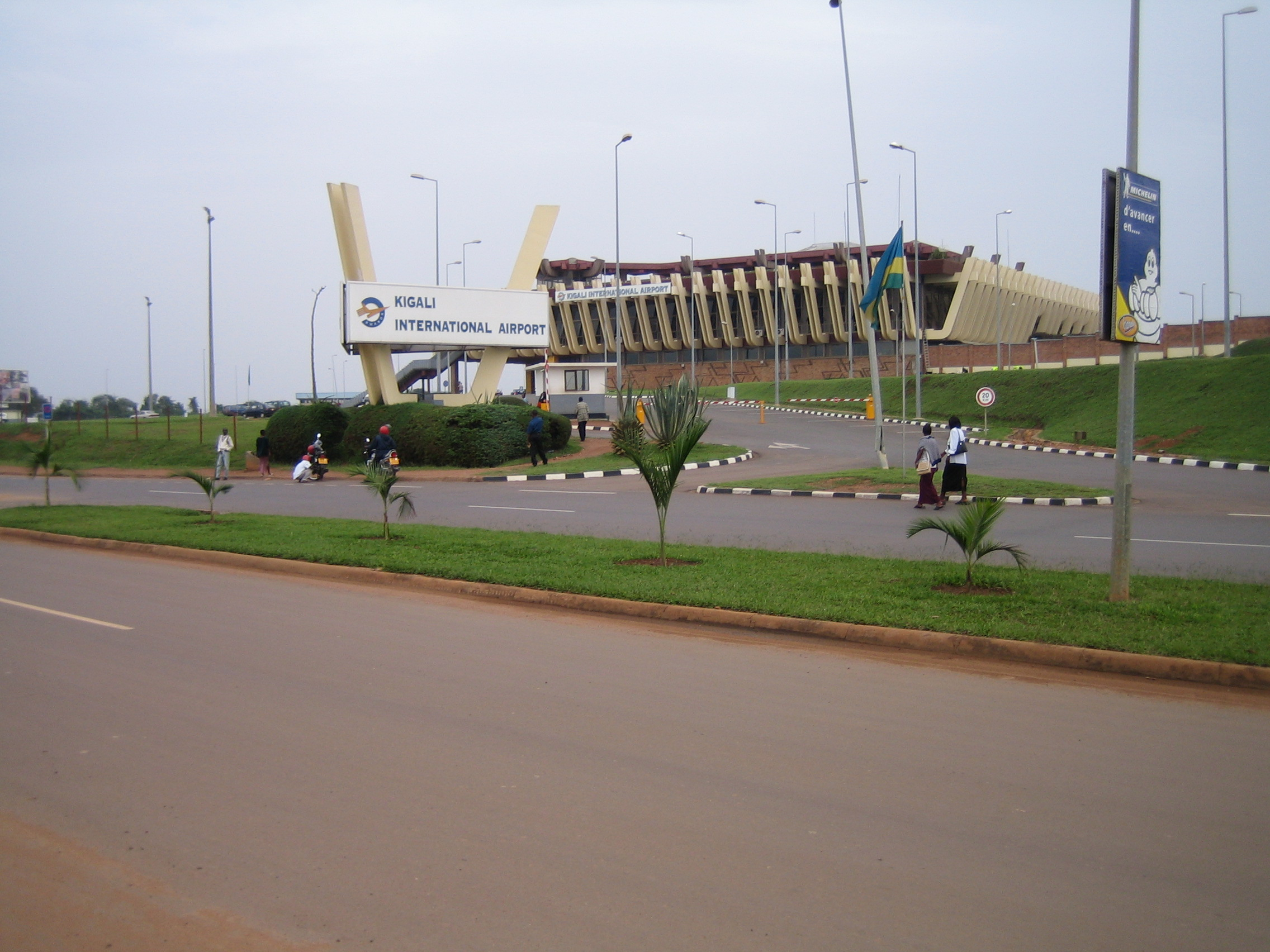
Międzynarodowy port lotniczy Kigali
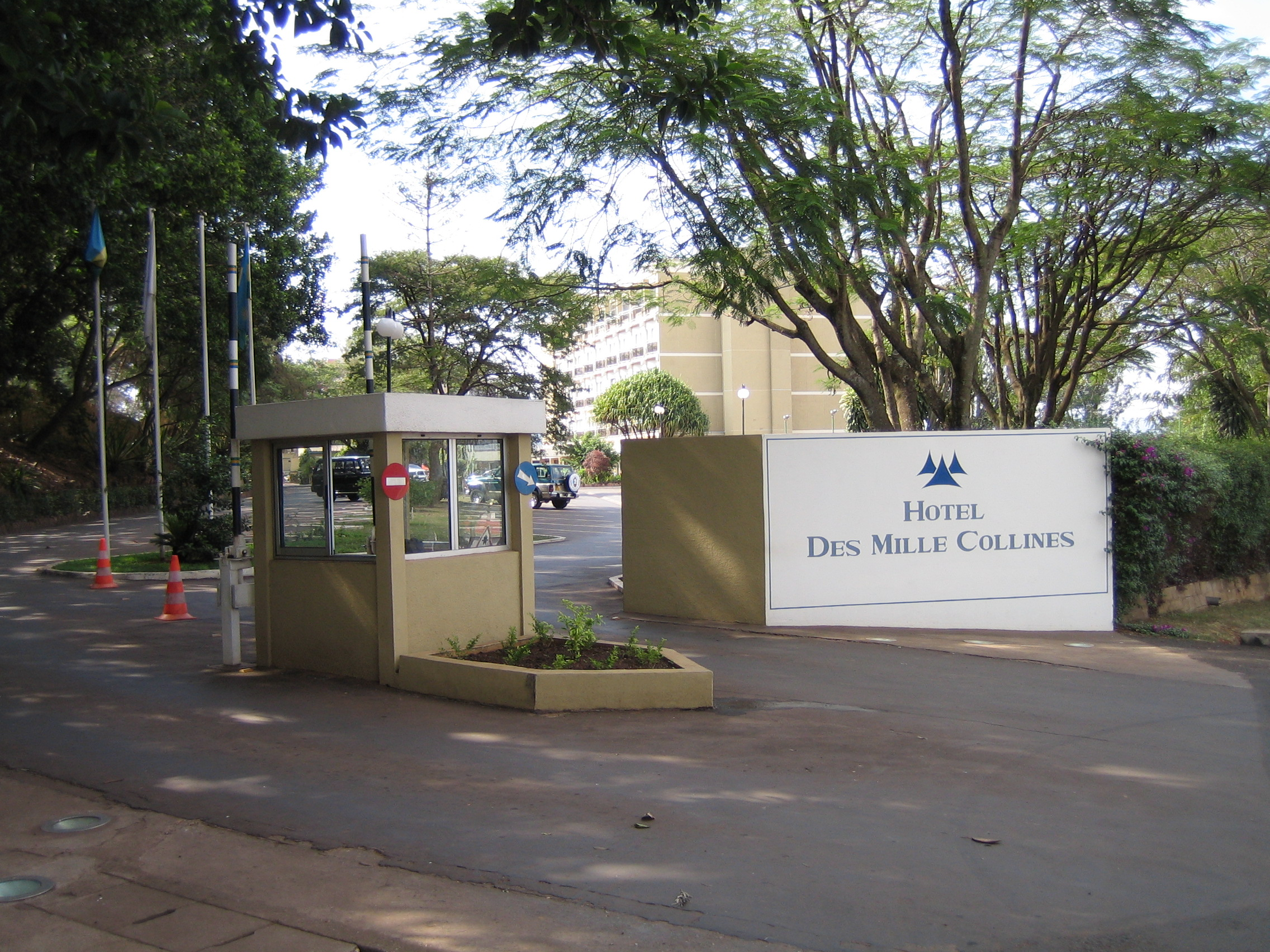
Hotel des Mille Collines w którym miały miejsce wydarzenia zekranizowane w Hotelu Ruanda